# Tungvikt i boxning vid olympiska sommarspelen 1996
Resultat från boxning vid olympiska sommarspelen 1996 och herrarnas tungvikt. Boxarna vägde under 91 kg. Tävlingarna arrangerades i Alexander Memorial Coliseum.

## Medaljörer
| Klass    | Guld               | Silver                   | Brons                    |
| Tungvikt | Félix Savón · Kuba | David Defiagbon · Kanada | Nate Jones · USA         |
| Tungvikt | Félix Savón · Kuba | David Defiagbon · Kanada | Luan Krasniqi · Tyskland |

## Resultat

### Första omgången
| Första Rundan          | Första Rundan | Första Rundan          |
| Vinnare                | Resultat      | Förlorare              |
| ---------------------- | ------------- | ---------------------- |
| Igor Kshinin (RUS)     | 17-4          | Mustapha Amrou (EGY)   |
| Luan Krasniqi (GER)    | 12-4          | Ruslan Chagaev (UZB)   |
| Garth da Silva (NZL)   | RSC-1 (01:40) | Cathal O'Grady (IRL)   |
| Serguei Dychkov (BLR)  | 16-6          | Romans Kuklins (LAT)   |
| Woiciech Bartnik (POL) | 14-2          | Lakha Singh (IND)      |
| Georgi Kandelaki (GEO) | abandoned     | Thompson García (ECU)  |
| Kwamena Turkson (SWE)  | 12-8          | Young-Sam Ko (KOR)     |
| Félix Savón (CUB)      | 9-3           | Andrei Kumyaavka (KGZ) |

### Andra omgången
| Första Rundan          | Första Rundan | Första Rundan          |
| Vinnare                | Resultat      | Förlorare              |
| ---------------------- | ------------- | ---------------------- |
| Nate Jones (USA)       | RSC-3 (02:53) | Fola Okesola (GBR)     |
| Tao Jiang (CHN)        | 10-7          | Charles Kizza (UGA)    |
| Christophe Mendy (FRA) | RSC-2 (00:44) | Ovidiu Bali (ROU)      |
| David DeFiagbon (CAN)  | 15-4          | Omar Ahmed (KEN)       |
| Luan Krasniqi (GER)    | 10-2          | Igor Kshinin (RUS)     |
| Georgi Kandelaki (GEO) | 6-1           | Woiciech Bartnik (POL) |
| Serguei Dychkov (BLR)  | 12-8          | Garth da Silva (NZL)   |
| Félix Savón (CUB)      | KO-1 (02:29)  | Kwamena Turkson (SWE)  |

### Kvartsfinaler
| Första Rundan         | Första Rundan | Första Rundan          |
| Vinnare               | Resultat      | Förlorare              |
| --------------------- | ------------- | ---------------------- |
| Nate Jones (USA)      | 21-4          | Jiang Tao (CHN)        |
| David Defiagbon (CAN) | DSQ-3 (01:01) | Christophe Mendy (FRA) |
| Luan Krasniqi (GER)   | 10-5          | Serguei Dychkov (BLR)  |
| Félix Savón (CUB)     | 20-4          | Georgi Kandelaki (GEO) |

### Semifinaler
| Första Rundan         | Första Rundan | Första Rundan       |
| Vinnare               | Resultat      | Förlorare           |
| --------------------- | ------------- | ------------------- |
| David Defiagbon (CAN) | 16-10         | Nate Jones (USA)    |
| Félix Savón (CUB)     | walkover      | Luan Krasniqi (GER) |

### Final
| Första Rundan     | Första Rundan | Första Rundan         |
| Vinnare           | Resultat      | Förlorare             |
| ----------------- | ------------- | --------------------- |
| Félix Savón (CUB) | 20-2          | David Defiagbon (CAN) |